# Micrabraxas nigropunctaria
Micrabraxas nigropunctaria là một loài bướm đêm trong họ Geometridae.